# Џејми Лин Спирс
Џејми Лин Мари Спирс (енгл. Jamie Lynn Marie Spears; Маком, 4. април 1991) америчка је глумица и певачица. Позната је по улози Зои Брукс у серији Зои 101 (2005—2008). Млађа је сестра певачице Бритни Спирс.

## Детињство и младост
Рођена је 4. априла 1991. године у Макому, у Мисисипију, а одрасла у Кентвуду, у Луизијани. Ћерка је Џејмса и Лин Спирс, а има старијег брата Брајана и сестру Бритни. Похађала је школу у Макому, где је била чурлидерсица и део кошаркашког тима. Међутим, због снимања серије Зои 101 у Лос Анђелесу, била је принуђена да настави образовање код куће.

## Приватни живот
Почетком 2018. прешла је у католичку цркву, као и њене ћерке и мајка Лин.

## Филмографија

### Филм
| Улоге  |                   |               |                   |                |
| Година | Српски назив      | Изворни назив | Улога             | Напомена       |
| 2002.  | Нисмо више клинке |               | млада Лису Вагнер |                |
| 2008.  |                   |               | Златокоса         | гласовна улога |
| 2023.  | Зои 102           |               | Зои Брукс         |                |

### Телевизија
| Улоге      |              |               |           |              |
| Година     | Српски назив | Изворни назив | Улога     | Напомена     |
| 2005—2008. | Зои 101      |               | Зои Брукс | главна улога |